# 主席医務官
主席医務官（しゅせきいむかん、Chief Medical Officer, CMO）とは、多くの国々の政府で設置されている上級医務官職であり、医療サービスなどを国家レベルで設計する。このポストは医師によって担われ、公衆衛生において重要な助言を行っている
イギリスではCMO職がヴィクトリア朝時代に設置され、「国家の医師」と呼ばれる。同等の制度はアメリカ公衆衛生局長官（Surgeon General of the United States）、カナダ公衆衛生局長などが存在する。
またこれを借用し、医療機関内において全医師を統括するポストについてもCMOの名称が使われている

## イギリス
イギリスにおけるCMOは、ビクトリア時代にコレラ伝染病予防のために設置された。
- Sir John Simon (1855–1876)
- Dr Edward Cator Seaton (1876–1879)
- Sir George Buchanan (physician)|George Buchanan (1879–1892)
- Sir Richard Thorne Thorne (1892–1899)
- Sir William Henry Power (1900–1908)
- Sir Arthur Newsholme (1908–1919)
- Sir George Newman (doctor)|George Newman (1919–1935)
- Sir Arthur MacNalty (1935–1940), also, an acclaimed and still relevant Historian
- Sir Wilson Jameson (1940–1950)
- Sir John Charles (doctor)|John Charles (1950–1960)
- Sir George Godber (1960–1973)
- Sir Henry Yellowlees (1973–1984)
- Sir Donald Acheson (1984–1991)
- Sir Kenneth Calman (1991–1998)
- Sir Liam Donaldson (1998–31 May 2010)[4][5]
- Professor Dame Sally Davies (doctor)|Sally Davies (from 1 June 2010)[6]